# Aspuddens skola

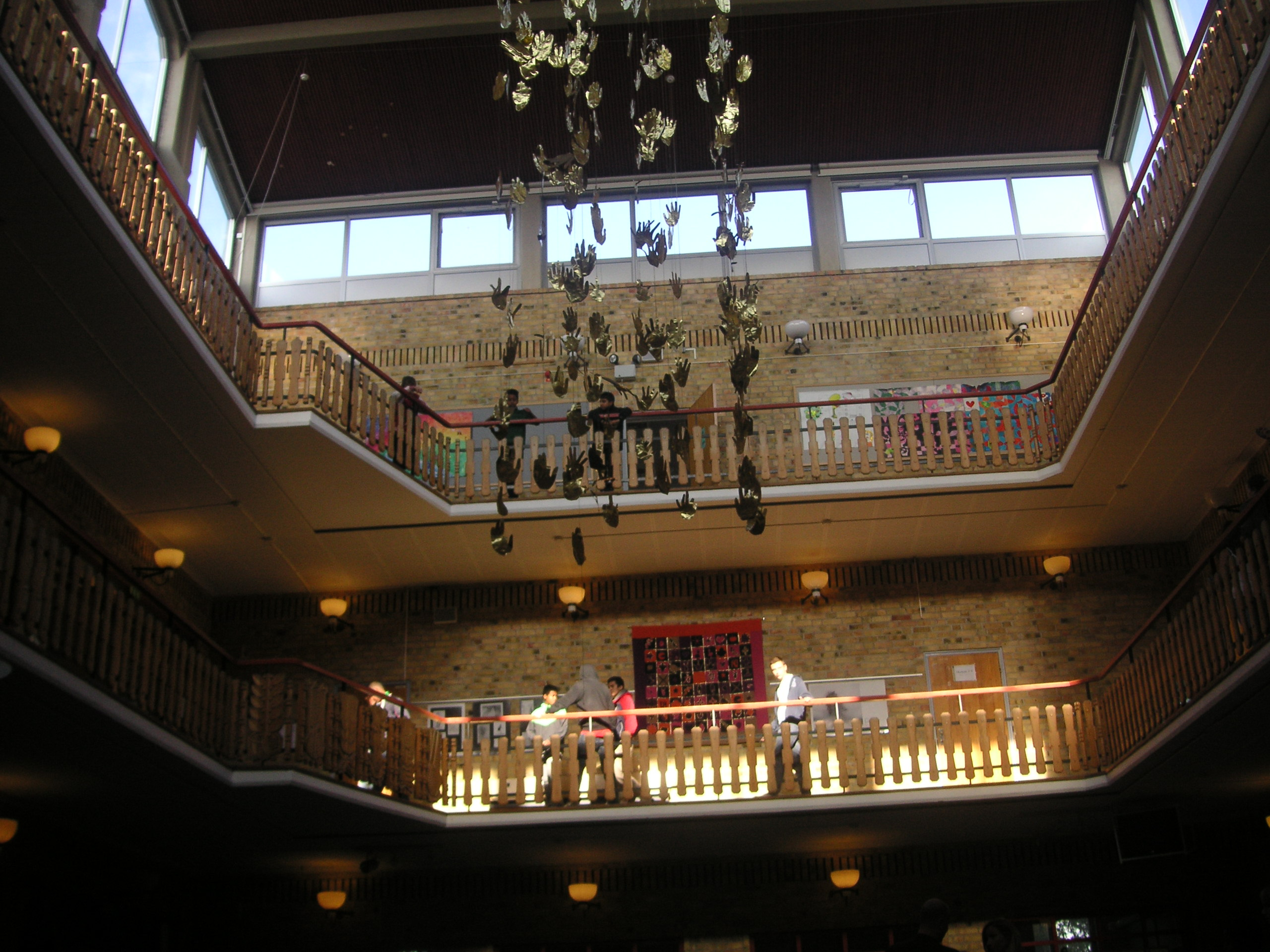
Interiör i Aspuddens skola.

Aspuddens skola är en F–9 skola i stadsdelen Aspudden i Stockholms kommun. Skolan har adressen Blommensbergsvägen 166, Hägersten, och den har 1 200 elever, varav cirka 380 på högstadiet, och cirka 150 lärare och annan personal.
Skolan invigdes 1948 och är ritad av arkitekterna Tore Axén och Per Persson. Byggnaden utgör en viktig del av Aspuddens sociala uppbyggnad och har, enligt Riksantikvarieämbetet, med sin tidstypiska och välgestaltade tegelarkitektur både ett lokal- och samhällshistoriskt värde. Trots en senare tillkommen matsal bevarar byggnaden sin ursprungliga karaktär.